# Susie Abromeit
Susie Abromeit (Boston, 15 novembre 1982) è un'attrice statunitense.

## Biografia
Susie nasce a Boston ed inizia la sua carriera come tennista, per poi passare alla recitazione.

## Filmografia

### Cinema
- Sydney White - Biancaneve al college (Sydney White), regia di Joe Nussbaum (2007)
- Sex Drive, regia di Sean Anders (2008)
- Know Thy Enemy, regia di Lee Cipolla (2009)
- I Hope They Serve Beer in Hell, regia di Bob Gosse (2009)
- Beatdown, regia di Mike Gunther (2010)
- Mysterious Island, regia di Mark Sheppard (2010)
- World Invasion (Battle Los Angeles), regia di Jonathan Liebesman (2011)
- Cross, regia di Patrick Durham (2011)
- Setup, regia di Mike Gunther (2011)
- 16-Love, regia di Adam Lipsius (2012)
- Diving Normal, regia di Kristjan Thor (2013)
- Snake and Mongoose, regia di Wayne Holloway (2013)
- Hard Rush (Ambushed), regia di Giorgio Serafini (2013)
- Anatomy of Deception , regia di Brian Skiba (2014)
- La notte del giudizio per sempre (The Forever Purge), regia di Everardo Gout (2021)
- Una famiglia vincente - King Richard (King Richard), regia di Reinaldo Marcus Green (2021)

### Televisione
- Rolling, regia di Justin Dec – film TV (2008)
- One Tree Hill – serie TV, 2 episodi (2008)
- Così gira il mondo (As the World Turns) – serial TV, 4 puntate (2008-2009)
- Mothman, regia di Sheldon Wilson – film TV (2010)
- CSI: Miami – serie TV, episodio 10x09 (2011)
- Hollywood Heights – serie TV (2012)
- Intercept, regia di Kevin Hooks – film TV (2012)
- Supernatural – serie TV, 9x08 (2013)
- The Haves and the Have Nots – serie TV (2013)
- La sposa di neve (Snow Bride), regia di Bert Kish – film TV (2013)
- Devious Maids - Panni sporchi a Beverly Hills (Devious Maids) – serie TV, 4 episodi (2014)
- Blood Lake - L'attacco delle lamprede killer (Blood Lake: Attack of the Killer Lampreys), regia di James Cullen Bressack – film TV (2014)
- Code Black – serie TV, episodio 2x14 (2014)
- Chicago Med – serie TV, 5 episodi (2015-2016)
- Battle Creek – serie TV, episodio 1x03 (2015)
- Jessica Jones – serie TV, 8 episodi (2015)
- Un Natale quasi perfetto (A Perfect Christmas), regia di Brian K. Roberts – film TV (2016)
- DC's Legends of Tomorrow – serie TV, episodio 3x04 (2017)
- L'abbazia dei misteri (Sometimes the Good Kill), regia di Philippe Gagnon – film TV (2017)
- La madre dei miei sogni (Almost Perfect), regia di Jake Helgren – film TV (2018)
- SEAL Team – serie TV, episodio 1x04 (2019)
- Much Ado About Christmas, regia di Michael Damian – film TV (2021)
- Love in Bloom, regia di Rogue Rubin – film TV (2022)

## Doppiatrici italiane
Nelle versioni in italiano delle opere in cui ha recitato, Susie Abromeit è stata doppiata da:
- Daniela Calò in Devious Maids - Panni sporchi a Beverly Hills
- Emanuela D'Amico in Burn Notice - Duro a morire
- Francesca Manicone in L'abbazia dei misteri
- Federica De Bortoli in La sposa di neve
- Angela Brusa in The Glades
- Roberta De Roberto in Jessica Jones
- Valentina Favazza in Code Black
- Valentina Stredini in Romance at the Vineyard